# ファイズ・サラージ
ファイズ・ムスタファ・サラージ（アラビア語: فائز السراج or فايز السراج、Fayez Mustafa al-Sarraj、 1960年 - ）は、リビアの政治家。2016年から2021年まで元首格にあたるリビア大統領評議会議長。2015年12月17日の政治合意によって国民合意政府(GNA、Government of National Accord)が成立すると、その首相に就任した。トリポリの国会議員でもある。

## 来歴
トリポリの名家の出身。父はリビア王国で大臣を務めた、近代リビアの創業者のひとりである。技術者としての訓練を受け、カダフィ政権下では住宅省に勤めた。2014年、国民議会のアハマド・マイティーク内閣のもとで住宅・公共事業相を務めたが、同年の総選挙後、リビア政府はイスラーム勢力が支配的なトリポリの新国民議会(new GNC)と、国際的に承認されたトブルクの国民代議院(HoR)に分裂した。
2015年10月はじめ、国際連合のリビア特使であったベルナルディーノ・レオンは、首相（サラージ）と国土の東部、西部、南部の3名の代表者、それに大統領評議会を首相とともに構成する2名の大臣によって指導される国民統一政府を提案した。しかし、この提案はトブルク政府とトリポリ政府の双方にしりぞけられた。
サラージほか6名の大統領評議会委員と、提案された内閣の閣僚らは、2016年3月30日にトリポリに到着した。その翌日には国民合意政府が首相府を支配下におさめ、国民議会がミスラタに避難していたハリーファ・アル＝グワイルを首相に指名したことが報じられた。しかし、まもなく4月5日にはサラージが首相を兼任した。
2016年8月には国民代議院が国民合意政府側の内閣を否決し、以降の再組閣も行われず、法的な正当性を持たない状態に陥った。
2020年9月16日、10月末までに大統領評議会議長を退く意向を表明。しかし国家最高評議会は10月29日、サラージに後任の議長が決定するまでその職にとどまるよう要請したため、翌30日に辞意を撤回した。2021年2月にスイスのジュネーヴにて会合が開かれた国連主導のリビア政治対話フォーラムにおいて、12月の選挙まで暫定的に大統領評議会議長をムハンマド・アル＝メンフィ、首相をアブドゥルハミード・ドベイバとすることで合意し、サラージの大統領評議会も代議院側も新政権への権限移譲に同意。3月の統一政権発足に伴いサラージは評議会議長、首相の両方を退任した。